# شاهدخت اولگای یونان و دانمارک
شاهدخت اولگای یونان و دانمارک(یونانی: Όλγα της Ελλάδας και της Δανίας؛ ۱۱ ژوئن ۱۹۰۳ – ۱۶ اکتبر ۱۹۹۷) یک شاهدخت یونانی بود که با پاول، نایب‌السلطنه یوگسلاوی ازدواج کرد.